# La Famille du pêcheur
La Famille du pêcheur est un tableau peint par Louis Gallait en 1848. Il est conservé au Musée de l'Ermitage à Saint-Pétersbourg.
En 1848, Louis Gallait se trouvait dans la station balnéaire de Blankenberge près d'Ostende et il s'est intéressé à la vie des pêcheurs locaux. Ce tableau représente un pêcheur avec sa femme et  un petit enfant qui se reposent au bord de la mer. Gallait a d'abord dessiné des croquis en plein air, et le dessin aux crayons de couleur Pêcheur avec son enfant a servi d'étude à ce tableau. 
Ce tableau a été exposé cette même année au Salon de Bruxelles et a été vendu en octobre 1848 par le marchand d'art Arthur Stevens (frère du peintre Alfred Stevens) au prince Alexandre Gortchakov qui à l'époque était ambassadeur de Russie au royaume de Wurtemberg. Ensuite, c'est son fils, le prince Constantin Gortchakov, qui en a hérité. Après la Révolution d'Octobre, la collection du prince a été confisquée et en 1923 le tableau a été réuni aux collections de l'Ermitage. Depuis la fin de l'année 2014, le tableau se trouve dans l'aile de l'état-major dans la salle no 342.
En 1855, Gallait a peint un autre tableau sur le même sujet, La Famille du pêcheur (attente), représentant une femme et ses deux enfants au bord de la mer; ce tableau se trouve aussi à l'Ermitage.